# Cursan
Cursan är en kommun i departementet Gironde i regionen Nouvelle-Aquitaine i sydvästra Frankrike. Kommunen ligger i kantonen Créon som tillhör arrondissementet Bordeaux. År 2022 hade Cursan 666 invånare.

## Befolkningsutveckling
Antalet invånare i kommunen Cursan
Referens:INSEE